# 山路天酬
山路 天酬（やまじ てんしゅう、1952年 - ）は、日本の僧侶。あさか大師香林寺住職。

## 来歴
栃木県出身。
空海の書を契機として16歳の時に真言宗への入門を決意した。仏門に入った後、1982年を皮切りに「八千枚護摩」を50回達成し、2000年に伝燈大阿闍梨の号を得る。2018年にあさか大師香林寺を開山した。

## 著書
- 『実践不動護摩略次第 : 二段尽諸段私記』東方出版、1994年
- 『実践引導独行作法』東方出版、1997年
- 『実践回忌法要次第』東方出版、1999年
- 『現代当年星供略次第 : 金輪護摩(二段尽)付』青山社、2000年
- 『現代葬儀独行作法』青山社、2002年
- 『不動一段尽護摩秘抄 : 火天本尊合行法』青山社、2003年
- 『北辰妙見鎮宅霊符神咒法』青山社、2005年
- 『真言宗回忌法要次第』青山社、2005年
- 『九星気学と加持祈祷』青山社、2006年
- 『邑庵花暦 : 古器と野の花』創樹社美術出版、2007年
- 『千手法 : 三憲私記. 千手法 : 中院私記』青山社、2007年
- 『天帝真元神仙霊符吉祥法』青山社、2008年
- 『光明真言滅罪護摩秘抄 : 二段尽諸段私』青山社、2009年
- 『真言宗独行葬儀次第』青山社、2009年
- 『弘法大師法 : 中院最極私記. 弘法大師法 : 三憲最極私記』青山社、2010年
- 『水子供養次第 : 地蔵法私. 水子供養次第 : 観音法私』青山社、2010年
- 『愛染明王法 : 三憲三十七尊. 愛染明王法 : 中院三十七尊』青山社、2011年
- 『弘法大師護摩法 : 中院・三憲 : 五段如法. 弘法大師護摩法 : 中院・三憲 : 二段尽略法』青山社、2011年
- 『弘法大師御影の秘密』青山社、2011年
- 『愛染敬愛護摩法 : 中院・三憲三十七尊 : 五段如法 : 四種法相応句付. 愛染敬愛護摩法 : 中院・三憲三十七尊 : 二段尽略法 : 四種法相応句付』青山社、2012年
- 『地鎮鎮壇合行法. 土公供作法』青山社、2013年
- 『薬師如来護摩法 : 中院・三憲私記 : 五段如法 : 息災・増益. 薬師如来護摩法 : 中院・三憲私記 : 二段尽略法 : 息災・増益』青山社、2014年
- 『不動明王護摩法 : 私記 : 五段如法 : 息災. 不動明王護摩法 : 私記 : 二段尽略法 : 息災』2015年　青山社
- 『鎮宅神仙霊符秘要抄』青山社、2015年
- 『一話一会 : 日々法話集』青山社、2016年
- 『正観音法 ; 正観音護摩法 : 私記』青山社、2016年
- 『真実一語 : 掲示伝道句法話集』青山社、2018年
- 『九星気学立命法』青山社、2022年
- 『花は野の花』青山社、2022年

### 共編著
- 『真言宗祈願・回向文例集成』四季社、1997年　
  - 宮坂宥勝・稲谷祐宣監修、麻生弘道・新井慧誉・笹尾正道・萩原鋭寛・三宅徹海・森英真・山路天酬・山田一眞・頼富本宏共編

## 映像作品
- 『実践不動護摩』東方出版、1995年
- 『法楽太鼓の打ち方』青山社、2004年
- 『不動一段尽護摩』青山社、2005年
- 『大般若祈祷法』青山社、2005年
- 『真言宗独行葬儀』青山社、2006年
- 『当年星供秘要』青山社、2009年